# خورخي لينارس
خورخي لينارس (بالإسبانية: Jorge Linares) هو ملاكم محترف من فنزويلا، ولد في (22 أغسطس 1985)، سبق له الفوز ببطولة وزن الريشة وهو بطل مجلس الملاكمة العالمي وخفيفة الوزن.

## الهواة المهنية
لقد فاز خورخي بالعديد من البطولات ومنها:
1. عام 1999 نال على الميدالية الذهبية ببطولة جونيورز الوطنية عندما كان عمره (14) عام.
2. عام 2001 نال على الميدالية الذهبية ببطولة وطنية جديدة عندما كان عمره (16) عاما.

## إحصائيات
خاض خلال مسيرته 56 نزالا، فاز في 47 وتعادل في 0 وخسر في 9. فاز بالضربة القاضية في 29 نزالاً.

## روابط خارجية
- خورخي لينارس على موقع بوكس ريك (الإنجليزية) (registration required)